# 于能模
于能模（1892年—1966年2月6日）字锡林，校名伯度，浙江省浦江县前于村人，中华民国法学家。

## 生平
1913年12月，自浙江省立第七中学五年制毕业。1918年，自北京大学法学院毕业，到浙江省立第七中学任英文教员。1921年赴法国留学，入巴黎大学国际法研究院，1928年毕业，获法学博士学位。同年回国后，1931年8月任国民政府外交部条约委员会专任委员，并且还兼任国立中央大学法学院法律系教授、法官训练所教授、特种编译委员会编纂股主任。1932年1月，任国际联盟中国代表办事处专门委员，参与国际联盟李顿调查团工作。1947年10月，任国民政府外交部人事处处长。1949年3月赴台湾，曾任外交部参事、宪兵司令部顾问等职。
1966年2月6日，于能模逝世。

## 著作
著作及译作主要有：
- 《国际私法大纲》
- 《国际私法》
- 《消费协社》
- 《中外条约汇编》[2]